# Ananindeua
Ananindeua je město v Brazílii. Leží ve státě Pará v metropolitní oblasti Belému, přičemž po Belému je zároveň druhým nejlidnatějším městem ve státě. Kromě toho je třetím nejlidnatějším městem v brazilském Severním regionu, když zde v roce 2020 žilo přibližně 536 tisíc obyvatel. Město vzniklo v roce 1944 a leží v nadmořské výšce asi 20 m n. m. V minulosti ve městě sídlil fotbalový klub Clube Municipal Ananindeua. Kromě toho se zde nachází vysoké školy Amazonská vysoká škola a Amazon Valley Academy.  